# Meirinho
Meirinho era o magistrado encarregado de aplicar a Justiça e fiscalizar a aplicação da justiça nas terras senhoriais.
A designação meirinho-mor aplicou-se a cada um dos magistrados que representava o Rei de Portugal e superintendia na justiça e administração local de uma comarca portuguesa. Como designação dessa função, o termo meirinho-mor substituiu o de tenente e foi, mais tarde, substituído pelo de corregedor. Esse termo foi também aplicado a um dos principais oficiais da Coroa real portuguesa.
No fim, era como se descrevia o oficial de justiça durante a Idade Média portuguesa. Os meirinhos tinham como função executar prisões, citações, penhoras e mandados judiciais.
No Brasil do século XVI, os capitães-mores, como sendo oficiais magistrados que governavam uma comarca ou uma capitania territorial, tinham também como uma das funções e designações o de meirinho; Leonardo Pataca, personagem do livro Memórias de um Sargento de Milícias é um meirinho.